# Mount Breier
Mount Breier är ett berg i provinsen British Columbia i Kanada.  Det ligger vid nordöstra änden av Stave Lake. Toppen på Mount Breier ligger 1 540 meter över havet och primärfaktorn är 170 meter. Berget namngavs 1957 till minne av RCAF-officeren Harry Patrick Breier som dödades i Andra världskriget den 6 januari 1945.